# Polyphyllia novaehiberniae
Polyphyllia novaehiberniae là một loài san hô trong họ Fungiidae. Loài này được Lesson mô tả khoa học năm 1831.